# Har ‘Amiram
Har ‘Amiram (hebreiska: הר עמירם) är ett berg i Israel.   Det ligger i distriktet Norra distriktet, i den norra delen av landet. Toppen på Har ‘Amiram är 681 meter över havet.
Terrängen runt Har ‘Amiram är huvudsakligen kuperad, men den allra närmaste omgivningen är platt.Runt Har ‘Amiram är det ganska tätbefolkat, med 139 invånare per kvadratkilometer. Närmaste större samhälle är Maalot Tarshīhā, 10,5 km söder om Har ‘Amiram. Trakten runt Har ‘Amiram består till största delen av jordbruksmark.